# Isola Scholander
L’Isola Scholander è un'isola a 2,8 km a est dell’Isola Watkins, nell’arcipelago delle Isole Biscoe. Mappato da foto aeree scattate da Falkland Islands and Dependencies Aerial Survey Expedition (FIDASE) (1956–57). Nominato dal Comitato britannico per i toponimi antartici  (UK-APC) per F. Scholander, fisiologo americano che ha studiato molti aspetti della fisiologia polare.